# آکاشی موتوجیرو
آکاشی موتوجیرو ((به ژاپنی: 明石 元二郎 Akashi Motojiro); ۱ سپتامبر ۱۸۶۴ – ۲۶ اکتبر ۱۹۱۹) سیاستمدار اهل ژاپن بود.
وی همچنین برندهٔ جوایزی همچون نشان بادبادک طلایی، نشان گنجینه مقدس، لژیون دونور (فرمانده)، و نشان خورشید فروزان شده است.